# Saint-Bonnet (Charente)
Saint-Bonnet és un municipi francès al departament de la Charente (regió de Nova Aquitània). L'any 2007 tenia 383 habitants. Les formes més antigues són Sanctus Bonitus el 1271, Sanctus Bonetus al segle XIII.
Durant la Revolució Francesa el municipi s'anomenà provisionalment Bonnet-Rouge
Sant Bonet de Clarmont (en llatí, Bonitus) va ser bisbe de Clermont a finals del segle VII. Va donar el seu nom a una quarantena de localitats a Alvèrnia i al sud de França.

## Demografia

### Població
El 2007 la població de fet de Saint-Bonnet era de 383 persones. Hi havia 143 famílies de les quals 21 eren unipersonals (17 homes vivint sols i 4 dones vivint soles), 59 parelles sense fills, 59 parelles amb fills i 4 famílies monoparentals amb fills.
La població ha evolucionat segons el següent gràfic:

### Habitatges
El 2007 hi havia 163 habitatges, 146 eren l'habitatge principal de la família, 5 eren segones residències i 11 estaven desocupats. 156 eren cases i 5 eren apartaments. Dels 146 habitatges principals, 125 estaven ocupats pels seus propietaris, 16 estaven llogats i ocupats pels llogaters i 5 estaven cedits a títol gratuït; 1 tenia una cambra, 2 en tenien dues, 7 en tenien tres, 39 en tenien quatre i 97 en tenien cinc o més. 120 habitatges disposaven pel capbaix d'una plaça de pàrquing. A 61 habitatges hi havia un automòbil i a 80 n'hi havia dos o més.

### Piràmide de població
La piràmide de població per edats i sexe el 2009 era:
| Homes | Edats   | Dones |
| ----- | ------- | ----- |
| 0     | 95 o +  | 0     |
| 0     | 90 a 94 | 0     |
| 0     | 85 a 89 | 8     |
| 0     | 80 a 84 | 0     |
| 4     | 75 a 79 | 0     |
| 8     | 70 a 74 | 16    |
| 20    | 65 a 69 | 12    |
| 4     | 60 a 64 | 20    |
| 16    | 55 a 59 | 0     |
| 4     | 50 a 54 | 24    |
| 20    | 45 a 49 | 0     |
| 16    | 40 a 44 | 20    |
| 16    | 35 a 39 | 16    |
| 8     | 30 a 34 | 4     |
| 4     | 25 a 29 | 4     |
| 8     | 20 a 24 | 8     |
| 8     | 15 a 19 | 12    |
| 20    | 10 a 14 | 8     |
| 8     | 5 a 9   | 16    |
| 8     | 0 a 4   | 0     |

## Economia
El 2007 la població en edat de treballar era de 251 persones, 198 eren actives i 53 eren inactives. De les 198 persones actives 184 estaven ocupades (94 homes i 90 dones) i 12 estaven aturades (4 homes i 8 dones). De les 53 persones inactives 20 estaven jubilades, 23 estaven estudiant i 10 estaven classificades com a «altres inactius».

### Ingressos
El 2009 a Saint-Bonnet hi havia 149 unitats fiscals que integraven 377 persones, la mediana anual d'ingressos fiscals per persona era de 18.282 €.

### Activitats econòmiques
Dels 9 establiments que hi havia el 2007, 1 era d'una empresa alimentària, 1 d'una empresa de fabricació d'altres productes industrials, 3 d'empreses de construcció, 1 d'una empresa de comerç i reparació d'automòbils, 1 d'una empresa de transport i 2 d'empreses immobiliàries.
Dels 3 establiments de servei als particulars que hi havia el 2009, 1 era un paleta, 1 guixaire pintor i 1 fusteria.
L'únic establiment comercial que hi havia el 2009 era una fleca.
L'any 2000 a Saint-Bonnet hi havia 39 explotacions agrícoles que ocupaven un total de 1.710 hectàrees.

## Equipaments sanitaris i escolars
El 2009 hi havia una escola elemental integrada dins d'un grup escolar amb les comunes properes formant una escola dispersa.

## Poblacions properes
El següent diagrama mostra les poblacions més properes.